# پنتلو
پنتلو (به انگلیسی: Pentlow) یک محله مدنی و روستا در بریتانیا است که در برینتری واقع شده‌است. پنتلو ۲۲۷ نفر جمعیت دارد.